# Bunryo Yamada
Bunryo Yamada (jap. 文諒 山田) (ur. 1932) – rōshi w linii zen rinzai. Jest następcą mistrza Yūhō Sekiego (1900-1982), opata świątyni Eigen-ji w Japonii.

## Życiorys
Bunryo Yamada urodził się w prefekturze Aichi, w mieście Shitsuba, w Japonii. W 1955 ukończył studia na Uniwersytecie Buddyjskim Hanazono w Kioto. W 1958 rozpoczął praktykę w świątyni Eigen-ji pod kierunkiem mistrza zen i kaligrafii Yūhō Sekiego (1900-1982). W 1967 praktykował pod kierunkiem rōshiego Kozana Katō w Tokio, w świątyni Toku'un-in. W 1970 w prefekturze Kioto ponownie objął świątynię Daichi-ji, której do dziś jest opatem. Aż do śmierci rōshiego Yūhō Sekiego w 1982 towarzyszył mu w jego pielgrzymce do Europy w celu nauczania zen. Od 1996 pełni funkcję przewodniczącego organizacji Eigen-ji. W 2003 mistrz Yamada odbył 30. pielgrzymkę do Europy i z tej okazji po raz pierwszy w Polsce poprowadził sesshin. 